# Hellamaa (Hiiumaa)
Hellamaa (Duits: Hellama) is een plaats in de Estlandse gemeente Hiiumaa, provincie Hiiumaa. De plaats heeft de status van dorp (Estisch: küla).
De plaats behoorde tot in oktober 2017 tot de gemeente Pühalepa. In die maand ging Pühalepa op in de fusiegemeente Hiiumaa.

## Bevolking
Het dorp had 65 inwoners op 31 december 2011 en 66 inwoners op 31 december 2021.

## Ligging
Hellamaa ligt aan de oostkust van het eiland Hiiumaa, aan de Hellamaabaai. Tussen de Hellamabaai en Hari Kurk, de zeestraat tussen de eilanden Hiiumaa en Vormsi, ligt een reeks kleine, onbewoonde eilanden, waaronder Hellamaa rahu (‘Klip van Hellamaa’) met een oppervlakte van 14,8 ha.
De standerdmolen in Hellamaa, gebouwd in 1887, heeft de status van monument.
Hellamaa werd voor het eerst genoemd in 1565 als nederzetting op het landgoed van Suuremõisa.

## Foto's

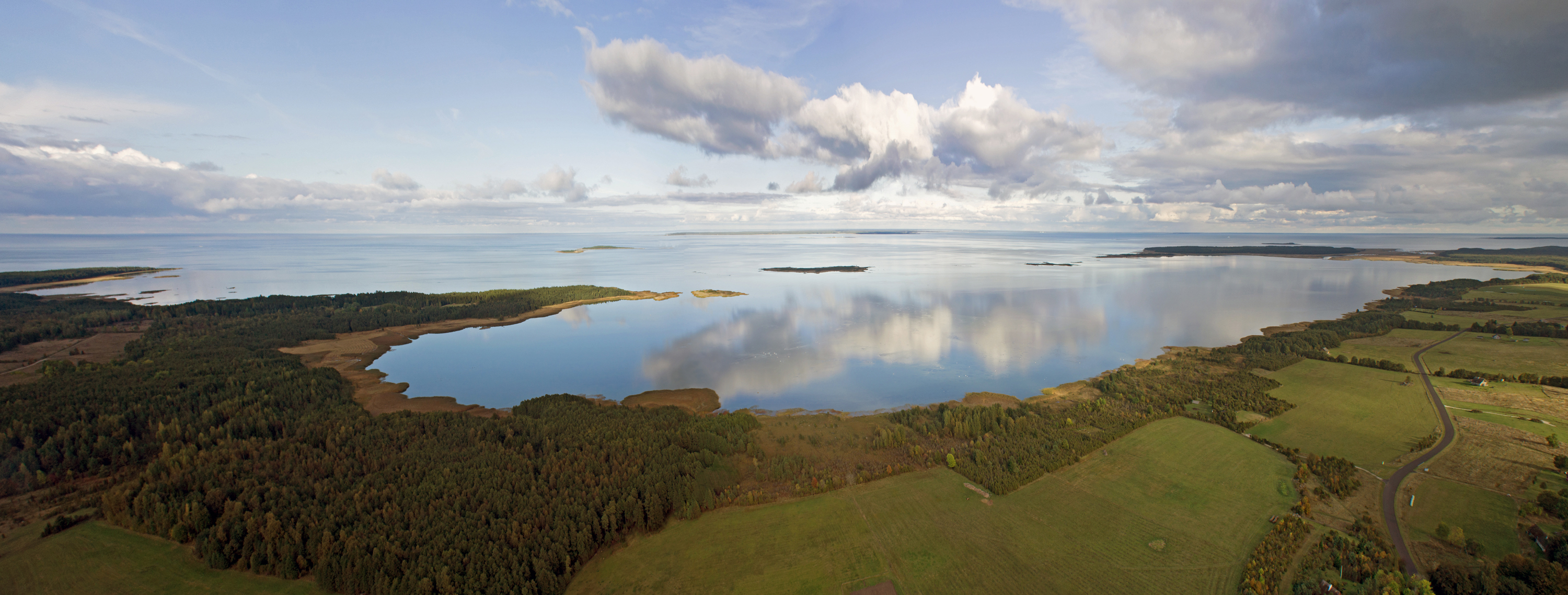
De Hellamaabaai
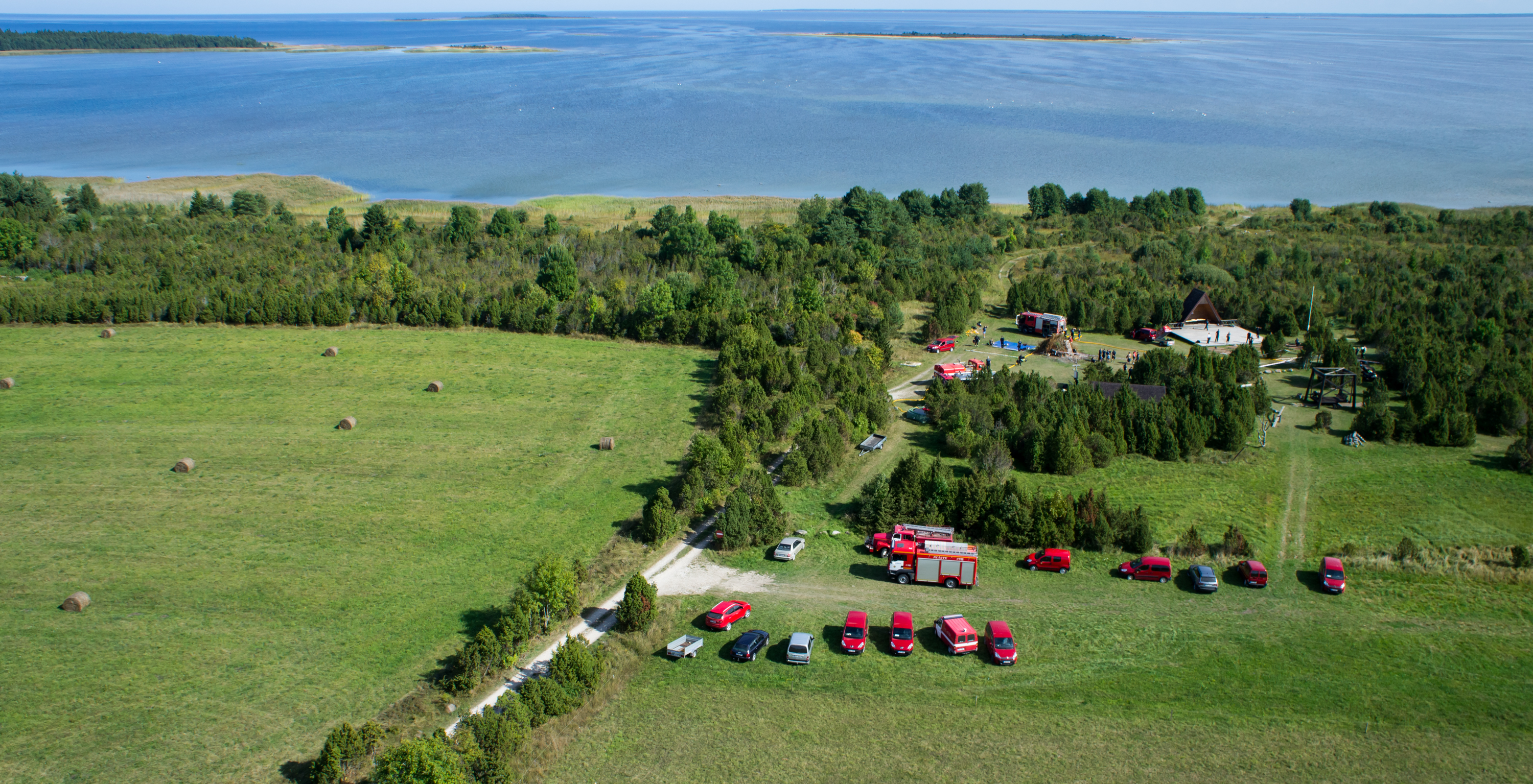
Bijeenkomst van brandweerlieden bij de kust van Hellamaa, 2013